# Římský most (Ilidža)

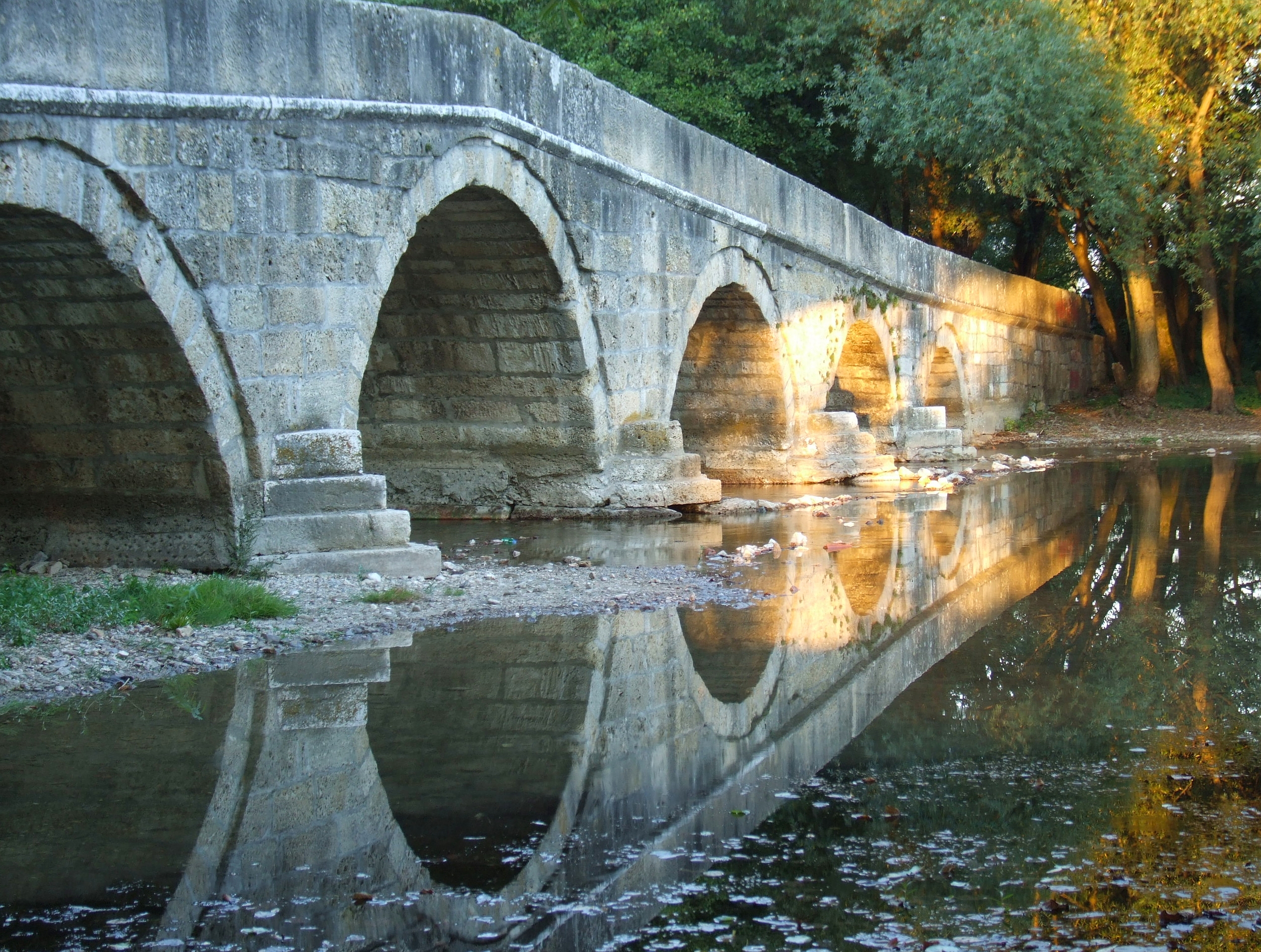
Římský most

Římský most (bosensky Rimski most) se nachází v Bosně a Hercegovině, vede přes řeku Bosnu nedaleko od Ilidže.
Je to jeden ze čtyř historických mostů na území Sarajeva (další tři jsou Šeher-Ćehajina ćuprija, Latinska ćuprija a Kozja ćuprija). Má sedm oblouků, které se postupně od krajů ke středu zvyšují. Díky tomu tak most získává svoji charakteristickou podobu, která se však objevuje i u jiných středověkých bosenskohercegovinských mostů. Celková délka Římského mostu činí 40 m, šířka pak 4,5 m.
V roce 1530 tehdejší Bosnu navštívil cestopisec Benedikt Kuripešić, který ještě tento most nezmiňuje; o dalších dvacet let později však Katarin Zeno o něm již píše. Jeho záznamy vypovídají o kamenném mostu se sedmi oblouky, klenoucím se přes řeku Bosnu. Z toho tedy plyne, že most byl vybudován někdy mezi lety 1530 a 1550. Není však dodnes nic známo o tom, kdo nařídil mostu vybudovat a kdo jej ve skutečnosti postavil.
Existuje názor, že na tomto místě stál most již v antice, v období Římské říše a že dnešní most byl vybudován na jeho místě, není to však prokázáno. Je však doloženo, že materiál, použitý ke stavbě mostu, byl získáván z antických objektů v okolí, což dokazují některé antické reliéfy viditelné ve zdivu; je možné, že tato skutečnost má souvislost i se jménem mostu.